# Abu Al-walid Marwan ibn Ŷanah

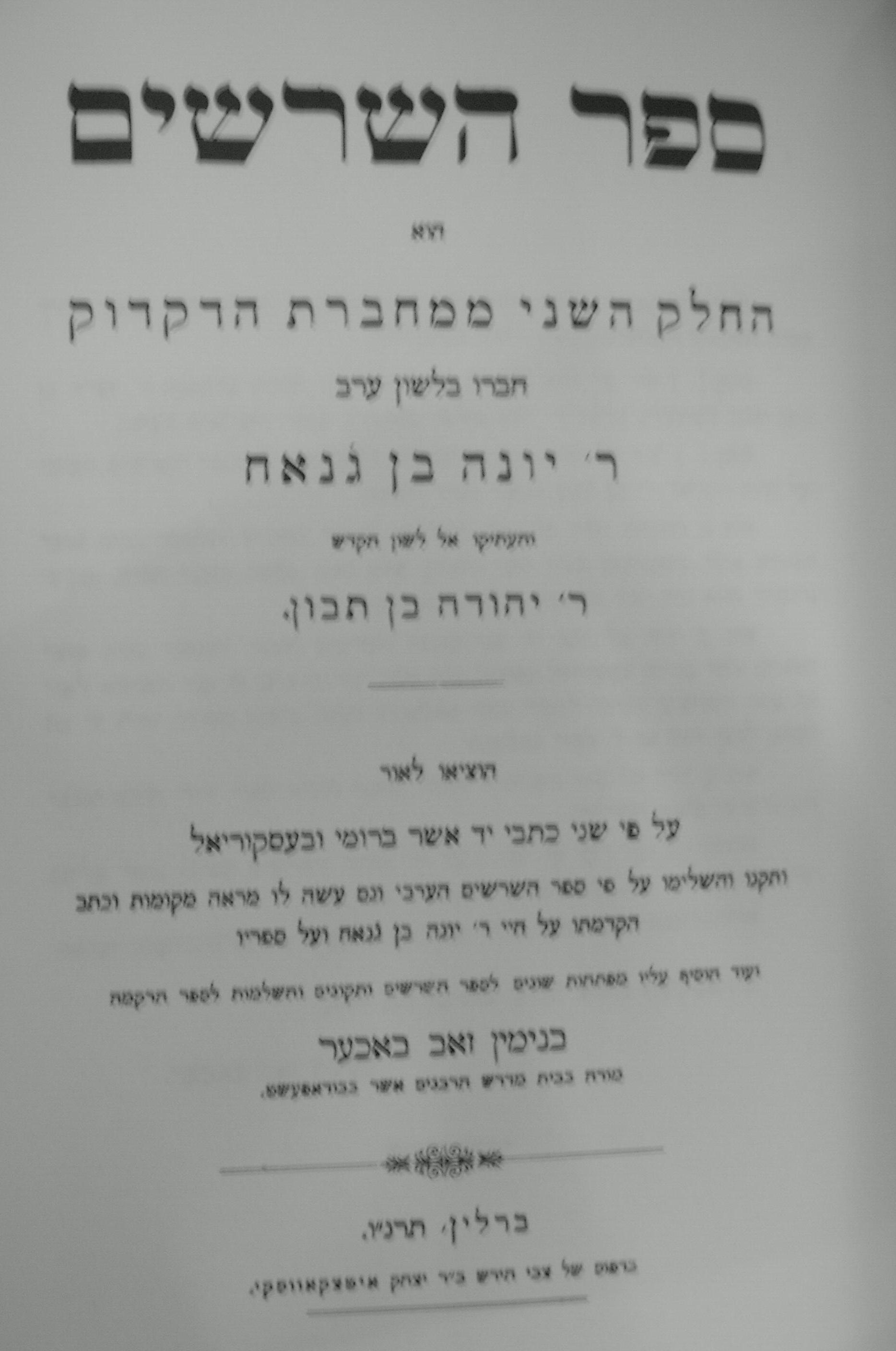
El Sefer ha-Šorašim (Libro de las raíces), traducción al hebreo del Kitāb al-uṣūl, uno de los principales trabajos de Ibn Jonah

Jonah Ibn Genach (יונה אבן ג'נאח), Rabbi Jonah o Abu Al-walid Marwan ibn Janah (Córdoba (España), hacia 990 - † hacia 1050), fue el más importante gramático y lexicógrafo hebreo de la Edad Media.

## Biografía
Nacido en Córdoba, España, en algún momento anterior al segundo milenio, estudió en Lucena tras abandonar su ciudad natal en el 1012. Tras recorrer la península ibérica, finalmente se asentó en Zaragoza. Murió en algún momento a mitad del siglo XI.
Parece ser que tenía conocimientos de medicina y se le menciona como autor de un texto médico. Sin embargo, su pasión parece haber sido el estudio de la lengua hebrea y en exégesis de las Escrituras. A pesar de que no escribió ningún comentario sobre la Biblia, sus trabajos filológicos ejercieron la mayor influencia en la exégesis judía y forma la base de muchas interpretaciones modernas.
Su primera obra, el al-Mustalha (Complemento), es una crítica y a la vez expansión de la obra de David Hayyuj, fundador de los estudios sistemáticos de la gramática hebrea. Aunque realmente se le conoce por el Kitab al-tanqih (El libro de la exacta investigación), que está dividido en dos partes: el Kitab al-luma (El libro del parterre de muchos colores) y el Kitab al-usul (El libro de las raíces). El primero se centra en la gramática del hebreo, el segundo es un diccionario. Su última obra, su Kitab al-Tashwir (El libro de la refutación), está perdido en su mayoría. Como era el caso de la mayoría de las obras medievales escritas por judíos en España, todos los libros están escritos en árabe.